# Clystea lepida
Clystea lepida là một loài bướm đêm thuộc phân họ Arctiinae, họ Erebidae.